# Darius (серия игр)
Darius — серия видеоигр в жанре горизонтального скролл-шутера, разработанных компанией Taito. Первая игра серии, Darius, вышла в 1986 году в виде аркадного игрового автомата. Впоследствии она была портирована на некоторые игровые консоли и домашние компьютеры, а также получила ряд продолжений для игровых автоматов и домашних систем.
Характерными отличиями от других игр жанра являются возможность выбора разных уровней в процессе прохождения игры (похожая возможность впоследствии присутствовала в игре Star Fox), а также внешний вид боссов, напоминающих рыб или ракообразных. Первые две игры серии для игровых автоматов использовали три экрана для отображения игровой ситуации в виде очень широкого изображения.

## Series
- Darius (1986)
- Darius II (1988)
- Darius Alpha (1990)
- Darius Twin (1991)
- Darius Force / Super Nova (1993)
- Darius Gaiden (1994)
- G-Darius (1997)
- Darius R (2001)

### Darius Plus/Super Darius
Расширенная версия оригинального Darius для игровой консоли SuperGrafx. Игра использует оригинальную музыку из аркадной версии и включает несколько новых боссов. Игра Super Darius была разработана NEC Avenue для PC Engine CD и является первой игрой серии, имеющей разных боссов в каждом уровне.

### Darius Alpha
Версия Darius Plus, вышедшая в 1990 году. Игра состоит из битв с боссами и является одной из наиболее редких игр для PC Engine — было выпущено всего 800 копий.

### Sagaia (Game Boy)
Порт оригинального Darius для Game Boy, выпущенный в 1991 году. Имеет нескольких новых боссов и является единственной игрой серии, в которой отсутствует возможность выбора уровня в процессе прохождения игры.

### Sagaia (Sega Genesis)
Порт оригинального Darius II для Sega Genesis. Имеет одного нового босса. В остальном набор уровней и боссов соответствует оригинальной версии игры.

### Darius Twin
Первая игра серии для игровой консоли Super NES, выпущенная в 1991 году. Отличается изменённой системой вооружения и наличием только одного финального уровня.

### Darius Force/Super Nova
Вторая игра серии для SNES, выпущенная в 1993 году. В США была выпущена под названием Super Nova. Игрок может выбирать один из трёх космических кораблей, имеющих разные возможности. В игре три разных финальных уровня — два из аркадных версий и один новый.

### Super Darius II
Порт Darius II для PC Engine CD, разработанный NEC Avenue. Относительно редкая игра, имеющая нескольких новых боссов и аранжировку оригинальной музыки в стиле хард-рока.

### Darius R
Игра для Game Boy Advance, разработанная PCCW и вышедшая в 2001 году. Является упрощённой версией Darius Plus с меньшим количеством уровней и боссов.